# Å (gmina Tranøy)
Å (wymowa o:) – wieś w gminie Tranøy, w kraju Troms w północnej części Norwegii. 
Czasami dla odróżnienia jej od siedmiu pozostałych wsi o tej samej nazwie – jest nazywana Å i Tranøy (norw. Å w Tranøy). Słowo Å oznacza po norwesku dosłownie rzeka lub potok.